# Larry Elder
Laurence Allen Elder (Los Ángeles, California; 27 de abril de 1952) es un presentador de radio, autor, abogado, documentalista y político conservador y libertario estadounidense que conduce el programa The Larry Elder Show. El show comenzó como un programa local en Los Ángeles en 1993 y continuó hasta 2008, seguido de una segunda ejecución de 2010 a 2014. El programa se distribuye a nivel nacional y su audiencia tiene un promedio de más de 1.5 millones de oyentes diarios.
Elder ha escrito libros de no ficción y una columna distribuida a nivel nacional a través de Creators Syndicate. Elder fue candidato a gobernador de California, postulándose para reemplazar a Gavin Newsom en las elecciones revocatorias de California de 2021.

## Biografía y educación

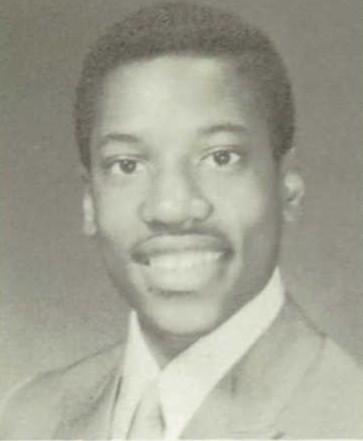
Elder en 1970.

Elder nació en Los Ángeles y creció en las áreas de Pico-Union y sur de la ciudad. Su padre Randolph (1915-2011), que nació en Athens, Georgia, fue sargento en el Cuerpo de Marines de los Estados Unidos durante la Segunda Guerra Mundial y se mudó a California después de la guerra durante la Segunda Gran Migración. Después de trabajar como conserje en Nabisco, Randolph abrió un café en Pico-Union alrededor de 1962. Tras la muerte de su padre en 2011, Larry Elder recordó: «Brusco y contundente, mi padre a menudo nos intimidaba a mis dos hermanos y a mí. Pero nunca dudamos de su amor ni de su compromiso con su familia». En 2013, Elder y su hermano Kirk aceptaron una Medalla de Oro del Congreso de manos de la representante Dana Rohrabacher en nombre de su padre. La madre de Larry Elder, Viola (apellido de soltera Conley, 1924-2006) era originaria de Toney, Alabama, y fue empleada de oficina del Departamento de Guerra de los Estados Unidos durante la Segunda Guerra Mundial.
Un estudiante con honores que también tomó cursos avanzados en Fairfax High School, Elder se graduó de Crenshaw High School en 1970 y obtuvo su licenciatura en ciencias políticas en 1974 por la Universidad de Brown. Luego obtuvo un Juris doctor por la Facultad de Derecho de la Universidad de Míchigan en 1977.

## Carrera jurídica
Después de graduarse, Elder se unió al bufete de abogados de Cleveland Squire, Sanders & Dempsey. En 1980, fundó Laurence A. Elder and Associates, una firma de cazatalentos. Elder dejó de operar para esta firma alrededor de 1987, pero continuó siendo propietario de la empresa hasta 1995.

## Carrera mediática

### Televisión y cine

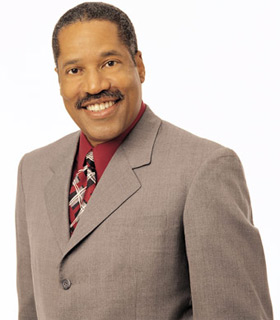
Elder en la década de 2000.

Después de una audición exitosa, Elder comenzó a ser coanfitrión de Fabric, un programa de televisión orientado a temas diversos en la afiliada de PBS WVIZ, producido por Dennis Goulden en 1988.
A principios de la década de 1990, el programa pasó a llamarse The Larry Elder Show y se trasladó a una filial local de Fox Network. Goulden y Elder ganaron el "Premio a la Mejor Serie de Programas" de la Asociación de Televisión por Cable de Ohio en 1992 por su trabajo en el programa, que duró hasta que Elder regresó a Los Ángeles en 1994.
En 1997, Elder organizó el programa National Desk de PBS, incluido el segmento "Redefiniendo el racismo: voces frescas de la américa negra", por el que ganó un premio AEGIS a la excelencia, un premio Telly y un premio Emerald City Gold a la excelencia.[cita requerida]
En 2000, Elder ganó un premio Emmy del gran Los Ángeles por su noticiero especial de KCAL-TV Making Waves - LAUSD. Entre 2000 y 2001, Elder presentó la serie judicial Moral Court, distribuida por Warner Brothers. En septiembre de 2004, comenzó a presentar un programa de entrevistas de televisión diurno, The Larry Elder Show, que se canceló el 12 de abril de 2005 debido a los bajos índices de audiencia. Hizo cameos en las comedias Spin City y The Hughleys.
En 2005, Elder creó una película autofinanciada llamada Michael & Me, en la que refuta la política anti-armas del cineasta Michael Moore y sus afirmaciones en el documental Bowling for Columbine.
En 2007, Elder fue uno de los presentadores de charlas rotativas que audicionaron para el puesto vacante por el ahora cancelado Imus in the Morning en MSNBC. Sin embargo, el trabajo acabó en las manos de Joe Scarborough.
El 5 de julio de 2008, el piloto Showdown with Larry Elder se emitió en Fox News Channel. El programa no continuó.[cita requerida]
Elder es columnista de Creators Syndicate. El periódico y la columna en línea de Elder son publicados por Investor's Business Daily, World Net Daily, Townhall.com, Jewish World Review y FrontPage Magazine.[cita requerida]

### Radio
En 1993, Elder comenzó a presentar un programa nocturno de entrevistas de lunes a viernes en la estación de radio KABC de Los Ángeles.
De 2002 a 2007, el programa de Elder fue distribuido a nivel nacional por ABC Radio Networks y su red de noticias y entrevistas, ABC News & Talk. Después de que Citadel Broadcasting se hizo cargo de la mayoría de las operaciones de radio de ABC en 2007, la distribución del programa de Elder se interrumpió a favor de Mark Levin, volviendo a ser un show local en agosto de ese año.[cita requerida]
El 12 de diciembre de 2008 fue su último día en KABC. Elder luego comenzó un pódcast diario en vivo a partir de diciembre de 2009. El 27 de septiembre de 2010, Elder regresó a KABC.
El 2 de diciembre de 2014, Elder fue despedido de KABC. El 27 de abril de 2015, fue honrado con una estrella en el Paseo de la Fama de Hollywood. De los 30 homenajeados ese año, Elder fue el único de la industria de la radio.
El 1 de junio de 2015, se unió a la programación de CRN Digital Talk Radio Networks. En agosto de 2015, The Larry Elder Show comenzó a distribuirse a nivel nacional a través de Salem Radio Network, incluida la estación de Los Ángeles KRLA.

### Columnista
A fines de la década de 1980, Elder escribió artículos de opinión para periódicos locales en Cleveland. En 1998, comenzó a escribir una columna distribuida a nivel nacional a través de Creators Syndicate. Elder escribió una columna semanal para Los Angeles Daily News hasta abril de 2012.

## Posiciones políticas
Elder es un republicano registrado  y sus opiniones políticas son filosóficamente libertarias, siendo también descritas como conservadoras. Tras registrarse como republicano, en una entrevista de 2008 con The New Individualist Magazine dijo: «Muchos de mis oyentes a menudo me llaman y dicen: "Te prefería cuando eras libertario". Siempre les digo que nunca fui un "libertario con L mayúscula". Todavía soy una "l minúscula". Para mí es una filosofía, no un partido político».

### Economía
Elder enumera en su libro, Las diez cosas que no puedes decir en Estados Unidos, publicado en 2000, su "Plan de diez puntos" para salvar a Estados Unidos. Pide abolir el Servicio de Impuestos Internos (IRS); aprobar un impuesto nacional sobre las ventas, reduciendo el gobierno en un 80%; poner fin al estado de bienestar y derechos (en inglés, entitlements); abolir el salario mínimo y eliminar los impuestos corporativos.

#### Salario mínimo
Elder está abiertamente en contra de un salario mínimo de $15 y de una ley de salario mínimo, argumentando que «el salario mínimo correcto debería ser cero». Cita el informe de la Oficina de Presupuesto del Congreso sobre los efectos presupuestarios de la Ley de Aumento del Salario de 2021, así como el Instituto de Políticas de Empleo y señala ejemplos de aumentos del salario mínimo del condado de San Diego, San Francisco y Los Ángeles como evidencia que los salarios mínimos aumentan los precios de los bienes y generan más desempleo.

#### Renta básica universal
Elder ha escrito que la renta básica universal es inasequible, citando a Finlandia y Canadá como ejemplos.

#### Bienestar
En su película de 2020, Uncle Tom: An Oral History of the American Black Conservative, Elder critica la guerra contra la pobreza argumentando que ha aumentado los hogares monoparentales entre los niños negros en Estados Unidos.

"Hemos pasado de un 25% de los niños negros nacidos por fuera del matrimonio en 1965, a casi un 70% ahora. No puedes atribuir eso a Jim Crow y el racismo. Tiene que ver con una mala política del gobierno."

En 2013, en un segmento del programa de CNN Crossfire junto con el gobernador de Nueva Jersey, Chris Christie, Elder atacó a éste por aceptar la «arquitectura del estado de bienestar» y afirmó que «el gobierno se llevó casi el 50 por ciento del dinero del pueblo estadounidense [a través de mandatos]». PolitiFact calificó su afirmación como «Casi falsa» y encontró que el número era difícil de aproximar. Elder respondió con una carta que señalaba un informe de 2009 de Americans for Tax Reform que decía que el costo combinado del gasto gubernamental y las cargas regulatorias en todos los niveles totalizaba «un enorme 61,34 por ciento».

### Asuntos sociales

#### Aborto
Elder está en contra del aborto; y considera que Roe vs. Wade debería ser anulado, calificando la decisión como «una de las peores decisiones que jamás haya dictado la Corte Suprema».

#### Legalización de drogas
En su libro, Las diez cosas que no puedes decir en Estados Unidos, publicado en 2000, Elder aboga por poner fin a los subsidios agrícolas y al tabaco además de legalizar las drogas. A pesar de su posición pro-legalización, también ha criticado la caracterización de las leyes antidrogas como racistas, señalando que muchos políticos negros como Charlie Rangel han presionado al Congreso para que apruebe leyes antidrogas duras.

#### Control de armas
Elder manifiesta su oposición al control de armas citando un estudio de John Lott que concluye que si «los estados que no tenían disposiciones sobre el derecho a la portación oculta de armas las hubieran adoptado en 1992, aproximadamente 1.570 asesinatos, 4.177 violaciones y más de 60.000 agresiones agravadas se habrían evitado anualmente». También ha criticado las recompras de armas y ha abogado por menos zonas libres de armas en las escuelas, diciendo que si éstas se eliminaran ayudarían a detener los tiroteos escolares.

## Actividades políticas

### Elecciones revocatorias de California de 2021
El 12 de julio de 2021, Elder anunció que se postulaba contra el gobernador Gavin Newsom en las elecciones revocatorias de California de 2021.
El 20 de julio de 2021, anunció que iba a demandar a la Secretaria de Estado de California, Shirley Weber, por omitir su nombre de la lista de candidatos para gobernador.
Según Elder, toda la documentación necesaria para postularse se presentó correctamente, sin embargo, no se lo incluyó en la lista de candidatos en base a un reclamo de la oficina del Secretario de Estado de que Elder no presentó correctamente la información de la declaración de impuestos. Elder alegó que la negativa no se basó en ningún delito real por su parte, sino que fue un maltrato «selectivo» por motivos políticos por parte del secretario de Estado partidista contra los opositores del actual gobernador. Elder prometió llevar la demanda a la Corte Suprema de California si fuera necesario.
El 21 de julio de 2021, Elder ganó el derecho a estar en la boleta de elecciones luego de que la jueza Laurie Earl anulara el reclamo del Secretario de Estado y declarara que el requisito de declaración de impuestos no se aplica a las elecciones de destitución, sino sólo para las primarias.
El mismo día, Elder estuvo al frente en una encuesta entre todos los candidatos para reemplazar al gobernador en funciones Gavin Newsom en las elecciones de California de 2021 con el 16% de los votos.